# Kabinett Päts IV

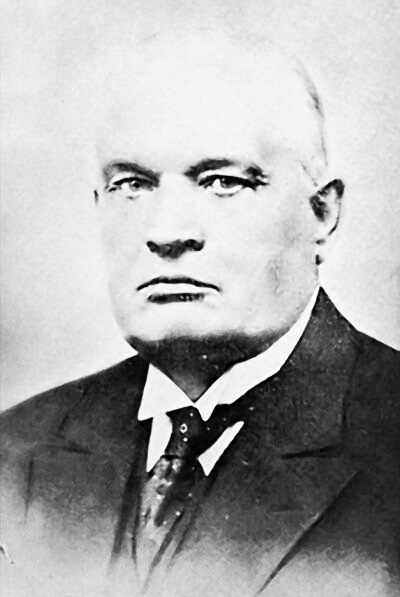
Konstantin Päts, hier in einer Aufnahme von 1934

Das Kabinett Päts IV war die Regierung der Republik Estland unter dem Staatsältesten Konstantin Päts (Kabinett Päts IV)), dessen Amtszeit vom 1. November 1932 bis 18. Mai 1933 dauerte.

## Regierung
Die Regierung Päts war nach offizieller Zählung die 23. Regierung der Republik Estland seit Ausrufung der staatlichen Unabhängigkeit 1918. Sie blieb 199 Tage im Amt.
Der Drei-Parteien-Koalition gehörten an:
- die Partei der Vereinigten Landwirte (Ühinenud Põllumeeste Erakond, ÜPE), die sich Anfang 1932 als Zusammenschluss des „Bunds der Landwirte“ (Põllumeeste Kogud, PK) und des Siedlerverbands (Põllumeeste, Asunikkude ja Väikemaapidajate Koondis) gebildet hatte;

- die „Nationale Zentrumspartei“ (Rahvuslik Keskerakond, RKE), die am 29. Januar 1932 aus einer Vereinigung von Estnischer Volkspartei (Eesti Rahvaerakond) und Estnischer Arbeitspartei (Eesti Tööerakond) entstanden war;

- hinzu kamen zwei Minister der „Estnischen Sozialistischen Arbeiterpartei“ (Eesti Sotsialistlik Tööliste Partei, ESTP)

Im April 1933 zog die Nationale Zentrumspartei wegen Meinungsverschiedenheiten in der Wirtschaftspolitik ihre Minister aus der Regierung zurück. Jaan Tõnisson bildete am 18. Mai eine neue Regierung.
Gleichzeitig spaltete sich die Partei der Vereinigten Landwirte (Ühinenud Põllumeeste Erakond) erneut auf; das Vereinigungsprojekt der Parteispitzen hatte nur ein gutes Jahr gehalten.

## Kabinett
| Ressort                      | Name                      | Amtszeit                | Partei    |
| ---------------------------- | ------------------------- | ----------------------- | --------- |
| Staatsältester               | Konstantin Päts           | 01.11.1932 – 18.05.1933 | ÜPE       |
| Außenminister                | August Rei                | 01.11.1932 – 18.05.1933 | ESTP      |
| Gerichts- und Innenminister  | Ado Anderkopp             | 01.11.1932 – 18.05.1933 | RKE       |
| Landwirtschaftsminister      | Artur Tupits              | 01.11.1932 – 18.05.1933 | ÜPE       |
| Bildungs- und Sozialminister | Hugo Kukke                | 01.11.1932 – 18.05.1933 | RKE       |
| Wirtschaftsminister          | August Jürman             | 01.11.1932 – 18.05.1933 | ÜPE       |
| Verteidigungsminister        | Aleksander Tõnisson       | 01.11.1932 – 18.05.1933 | parteilos |
| Verkehrsminister             | Leopold Johannes Johanson | 01.11.1932 – 18.05.1933 | ESTP      |